# Xavier Cooks
Xavier Cooks (Ballarat, 19 agosto 1995) è un cestista australiano.

## Statistiche

### NCAA
| Anno      | Squadra         | PG  | PT  | MP   | TC%  | 3P%  | TL%  | RP  | AP  | PRP | SP  | PP   |
| --------- | --------------- | --- | --- | ---- | ---- | ---- | ---- | --- | --- | --- | --- | ---- |
| 2014-2015 | Winthrop Eagles | 32  | 28  | 25,8 | 53,6 | 18,8 | 61,4 | 6,1 | 1,5 | 0,8 | 1,5 | 7,8  |
| 2015-2016 | Winthrop Eagles | 32  | 32  | 27,6 | 51,8 | 39,4 | 76,5 | 7,1 | 1,8 | 0,8 | 1,7 | 14,7 |
| 2016-2017 | Winthrop Eagles | 33  | 31  | 29,0 | 48,8 | 34,9 | 69,8 | 9,1 | 2,8 | 0,9 | 1,7 | 16,5 |
| 2017-2018 | Winthrop Eagles | 30  | 29  | 29,8 | 50,4 | 31,8 | 66,9 | 8,8 | 3,6 | 1,0 | 2,1 | 17,2 |
| Carriera  | Carriera        | 127 | 120 | 28,0 | 50,7 | 34,8 | 69,0 | 7,7 | 2,4 | 0,9 | 1,7 | 14,0 |

#### Massimi in carriera
- Massimo di punti: 36 vs Gardner-Webb (15 febbraio 2018)[1]
- Massimo di rimbalzi: 20 vs Longwood (15 febbraio 2017)
- Massimo di assist: 11 vs Reinhardt (2 dicembre 2017)
- Massimo di palle rubate: 4 vs Furman (30 novembre 2016)
- Massimo di stoppate: 6 (2 volte)
- Massimo di minuti giocati: 39 (2 volte)

### NBA

#### Regular season
| Anno      | Squadra       | PG | PT | MP   | TC%  | 3P% | TL%  | RP  | AP  | PRP | SP  | PP  |
| --------- | ------------- | -- | -- | ---- | ---- | --- | ---- | --- | --- | --- | --- | --- |
| 2022-2023 | Wash. Wizards | 10 | 1  | 12,6 | 60,7 | 0,0 | 40,0 | 3,8 | 0,6 | 0,6 | 0,4 | 3,8 |

#### Massimi in carriera
- Massimo di punti: 10 (2 volte)[2]
- Massimo di rimbalzi: 14 vs Houston Rockets (9 aprile 2023)
- Massimo di assist: 3 vs Atlanta Hawks (5 aprile 2023)
- Massimo di palle rubate: 3 vs Miami Heat (7 aprile 2023)
- Massimo di stoppate: 2 vs Houston Rockets (9 aprile 2023)
- Massimo di minuti giocati: 38 vs Houston Rockets (9 aprile 2023)

## Palmarès
- Campionato australiano: 1

Sydney Kings: 2022-2023